# Emil Mackh
Emil Gottlieb Mackh (* 1. April 1894 in Esslingen am Neckar; † 30. November 1951 in Plochingen) war ein deutscher Politiker. Er war von April bis Juni 1945 Oberbürgermeister der Stadt Esslingen am Neckar.

## Leben
Mackh wuchs als Sohn des Mechanikers August Mackh und seiner Frau Marie in Esslingen auf. Nach seinem Schulbesuch studierte er, um Lehrer zu werden. Nachdem sein Studium durch den Kriegsdienst im Ersten Weltkrieg unterbrochen wurde, absolvierte er sein Examen. Da ihm der Lehrerberuf nicht zusagte, studierte er anschließend an der Eberhard Karls Universität Tübingen Volks- und Staatswirtschaftslehre. Währenddessen arbeitete er in den Semesterferien beim Esslinger Unternehmen Eberspächer, wo er nach Abschluss seines Studiums eine Anstellung in der Abteilung für internationalen Handel fand. Von 1928 bis zu seinem Tod 1951 arbeitete er als Syndicus der Arbeitsgemeinschaft deutscher Glasdachfabriken.

## Politik
Zum 1. Oktober 1930 trat Mackh in die NSDAP ein (Mitgliedsnummer 332.727). Nach eigenen Angaben geriet er aber bereits vor 1933 mit deren Vorstellungen in Konflikt. Er wurde im Dezember 1947 in einem Spruchkammerverfahren als minderbelastet eingestuft, da es sein wesentliches Verdienst gewesen sei, dass die Stadt Esslingen kampflos am 22. April 1945 an die amerikanischen Truppen übergeben worden war.
Mackh wurde am 30. April 1945 als Nachfolger des Nationalsozialisten Alfred Klaiber von der Militärregierung als Oberbürgermeister eingesetzt. Am 12. Juni 1945 wurde er von der französischen Militärregierung wieder abgesetzt. Ihm folgte Fritz Landenberger nach. 

## Privates
Im Jahr 1929 heiratete Mackh Klara Elfriede Formhals, die Tochter eines Zigarrenfabrikanten. Er hatte mindestens eine Tochter, die Übersetzerin Lore Mackh (1930–2015).